# Epharmottomena iranica
Epharmottomena iranica är en fjärilsart som beskrevs av Edward P. Wiltshire 1971. Epharmottomena iranica ingår i släktet Epharmottomena och familjen nattflyn. Inga underarter finns listade i Catalogue of Life.